# Temnotrema
Genre
Temnotrema est un genre d'oursins (échinodermes) de la famille des Temnopleuridae.

## Caractéristiques

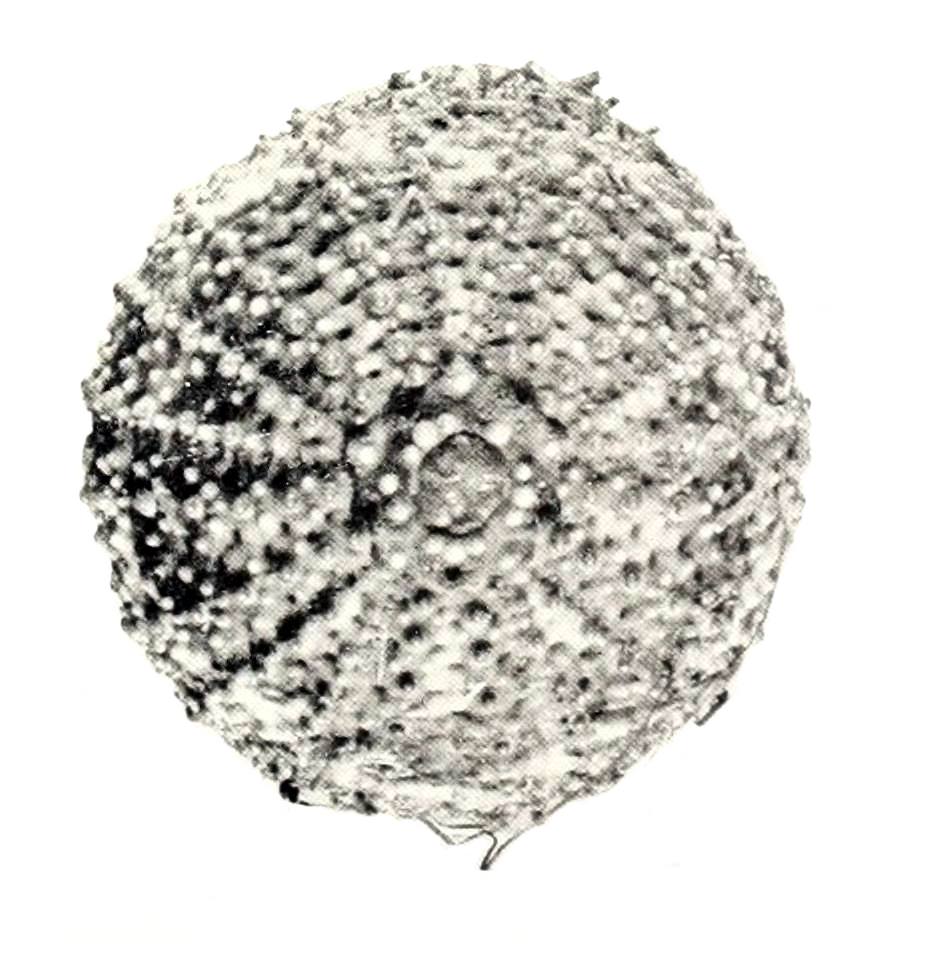
Temnotrema sculptum

Ce sont de petits oursins réguliers, de forme plus ou moins hémisphérique, avec la bouche située au centre de la face inférieure (« face orale ») et l'anus à l'opposé (face dite « aborale »), légèrement excentré au sein de l'« appareil apical » situé au sommet de la coquille (appelée « test »).
Le test est de taille moyenne, avec un profil en dôme (voire subconique), et une paroi épaisse. 
Le disque apical est petit et dicyclique, avec un périprocte ovale pourvu d'une plaque suranale. Des tubercules marginaux entourent le périprocte. Les gonopores s'ouvrent près du bord extérieur des plaques génitales. 
Les plaques ambulacraires sont trigéminées. les paires de pores sont arrangées en séries uniques. Un tubercule primaire orne chaque plaque composée près de la zone à pores adoralement, mais deux sur les plaques ambitales chez l'espèce-type (Temnotrema sculptum). 
De profondes fosses allongées sont présentes sur la partie perradiale des sutures horizontales. 
Les plaques interambulacraires portent en leur centre un tubercule primaire et un petit tubercule secondaire de chaque côté. 
De larges fosses triangulaires suivent les sutures interambulacraires horizontales des deux côtés du tubercule primaire, s'étendant depuis les jonctions triples. 
Le péristome est petit, avec des encoches buccales très réduites. Sa membrane est nue, mis à part les 10 petites plaques buccales. 
Les radioles sont courtes, simples et uniformes.
Ce genre semble être apparu à l'Éocène, et s'est répandu dans l'Indo-Pacifique.

## Taxonomie
Selon World Register of Marine Species (7 juillet 2014) :
- Temnotrema bothryoides (L. Agassiz & Desor, 1846) -- Australie
- Temnotrema elegans Mortensen, 1918 -- Australie occidentale
- Temnotrema hawaiiense (A. Agassiz & H.L. Clark, 1907) -- Hawaii
- Temnotrema maculatum (Mortensen, 1904) -- Malaisie
- Temnotrema pallescens H.L. Clark, 1925 -- Philippines
- Temnotrema phoenissa H.L. Clark, 1926 -- Australie
- Temnotrema pulchellum (Mortensen, 1904) -- Malaisie
- Temnotrema reticulatum Mortensen, 1904 -- Malaisie
- Temnotrema rubrum (Döderlein, 1885) -- Japon
- Temnotrema scillae (Mazzetti, 1894) -- Indo-Pacifique
- Temnotrema sculptum A. Agassiz, 1863 -- Japon
- Temnotrema siamense (Mortensen, 1904) -- Indo-Pacifique
- Temnotrema xishaensis Liao, 1978 -- Mer de Chine

Espèces fossiles selon l'Echinoid Directory : 
- Temnotrema rubrum (Doderlein, 1885) -- Pléistocène-actuel, Japon
- Temnotrema morganensis (Phillips, 1969) -- Miocène, Australie.

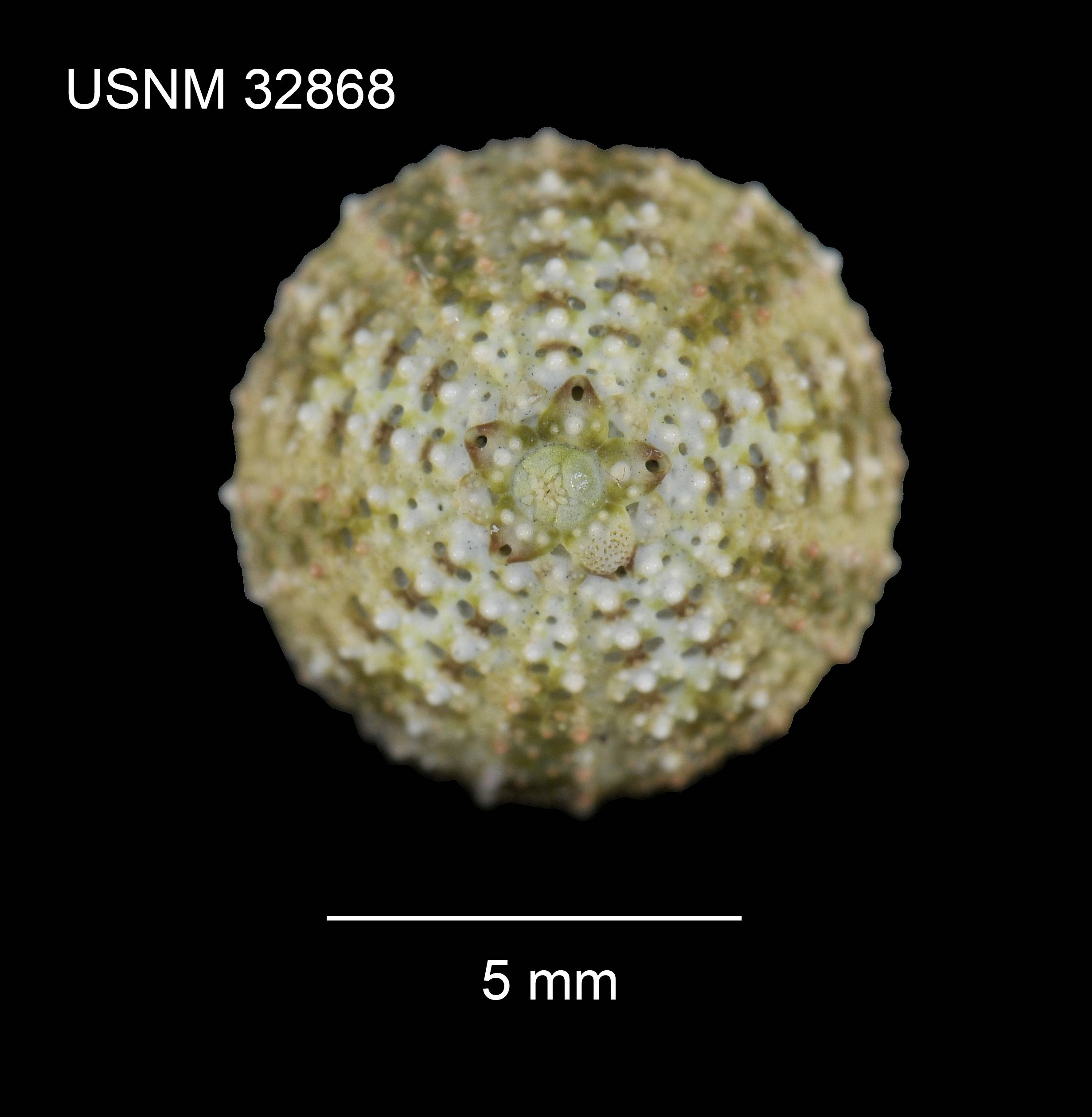
Temnotrema hawaiiensis
Temnotrema maculatus
Temnotrema reticulatum
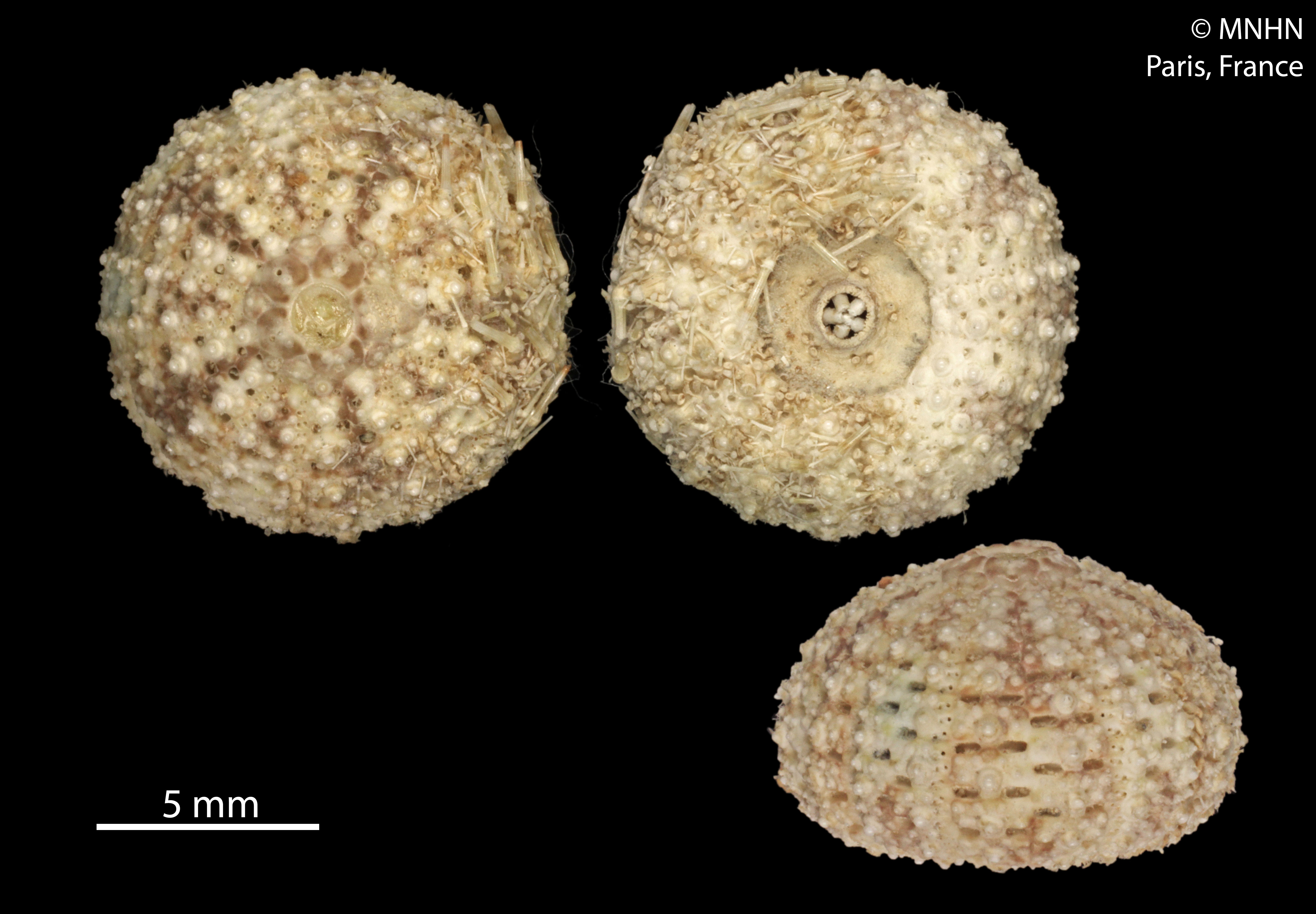
Temnotrema scillae (holotype, MNHN)
Temnotrema sculptum
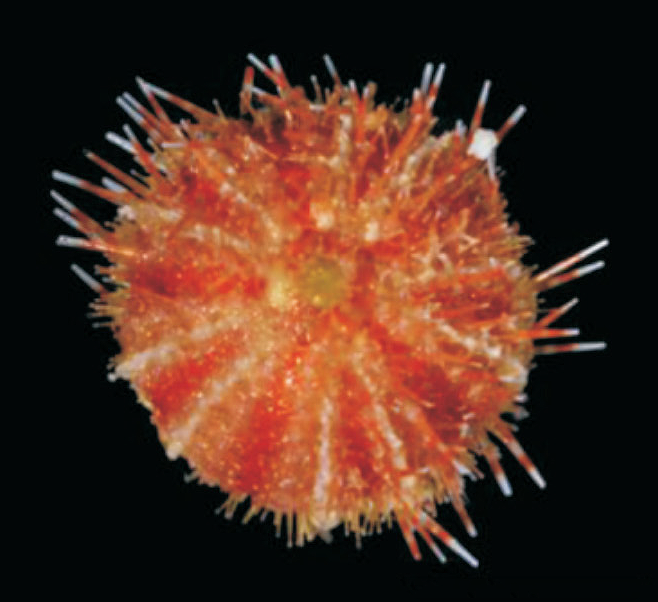
Temnotrema siamense
idem